# Xylosma spiculiferum
Xylosma spiculiferum är en videväxtart som först beskrevs av Louis René Tulasne, och fick sitt nu gällande namn av José Jéronimo Triana och Planchon. Xylosma spiculiferum ingår i släktet Xylosma och familjen videväxter. Inga underarter finns listade i Catalogue of Life.